# Atsjadzjoer
Atsjadzjoer (Armeens: Աչաջուր) is een plaats in Armenië. Deze plaats ligt in de marzer (provincie) Tavoesj. Deze plaats ligt 104 kilometer (hemelsbreed) van de Jerevan (de hoofdstad van Armenië) af. 